# Mathilde Freiin von Freytag-Loringhoven
Mathilde Freiin von Freytag-Loringhoven (* 30. Oktober 1860 in Kopenhagen; † Dezember 1941 in Weimar) wirkte als Malerin, Grafikerin, Kunstkritikerin und Journalistin.

## Leben

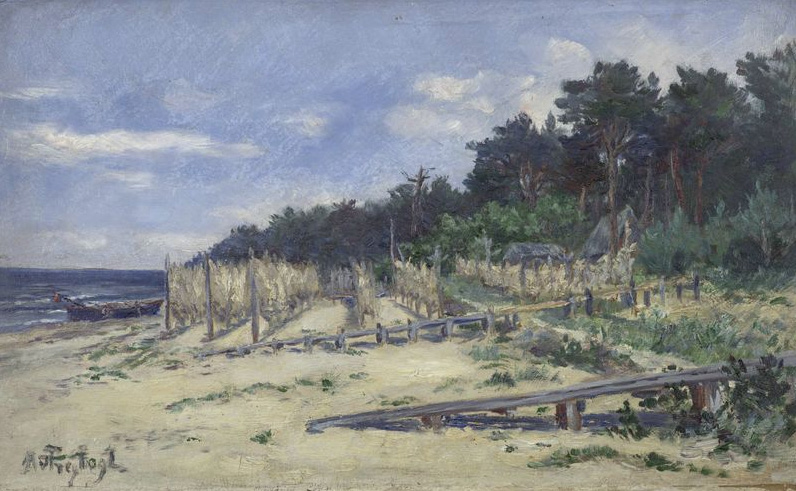
Fischernetze am baltischen Strand

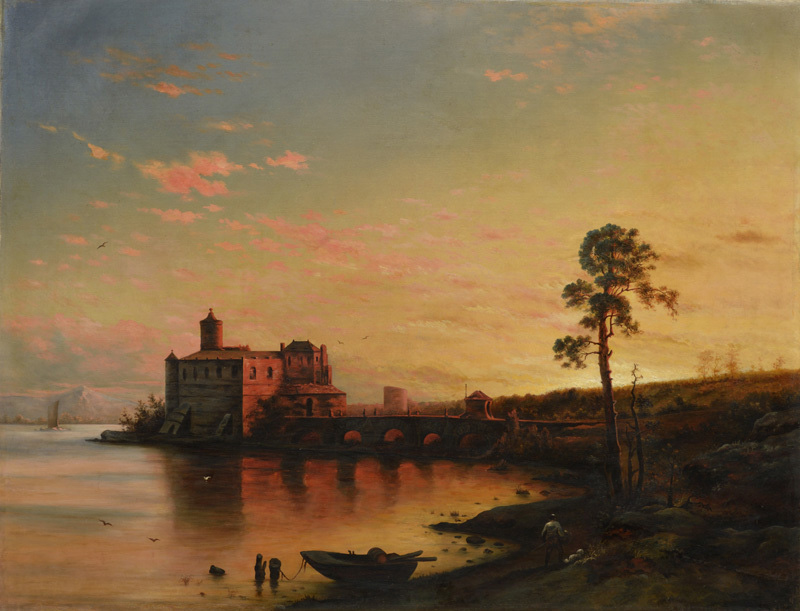
Burg am Bodensee

Mathilde von Freytag-Loringhoven entstammte dem baltischen Zweig Freytag von Loringhoven, einer der ältesten westfälischen Familien. Ihr Vater war der aus Gut Owerlack (heute Patküla) bei Helme in Estland gebürtige Diplomat, Generalkonsul in Kopenhagen und Danzig, Carl Gottlob von Freytag-Loringhoven (1811–1882). Der General Hugo von Freytag-Loringhoven und der Weimarer Kammerherr Alexander Freytag von Loringhoven waren ihre Brüder.
Sie studierte ab 1879 auf der Kunstakademie Weimar bei Theodor Hagen, Max Thedy und Leopold von Kalckreuth. Als einzige Schülerin von Karl Buchholz blieb sie eine traditionalistische Vertreterin des Spätimpressionismus.
Als Feuilletonredakteurin und Vorsitzende der Kunstkommission des Weimarer Gemeinderates gehörte sie zu den maßgeblichen Gegnern des Bauhauses und der Avantgarde in Weimar.
Eine ungewöhnliche Geschichte ist die ihres Hundes Kurwenal (1929–1937), der angeblich sprechen und rechnen konnte. Auch ihrer Hündin Isolde wurde nachgesagt rechnen zu können.

## Ausstellungen (Auswahl)

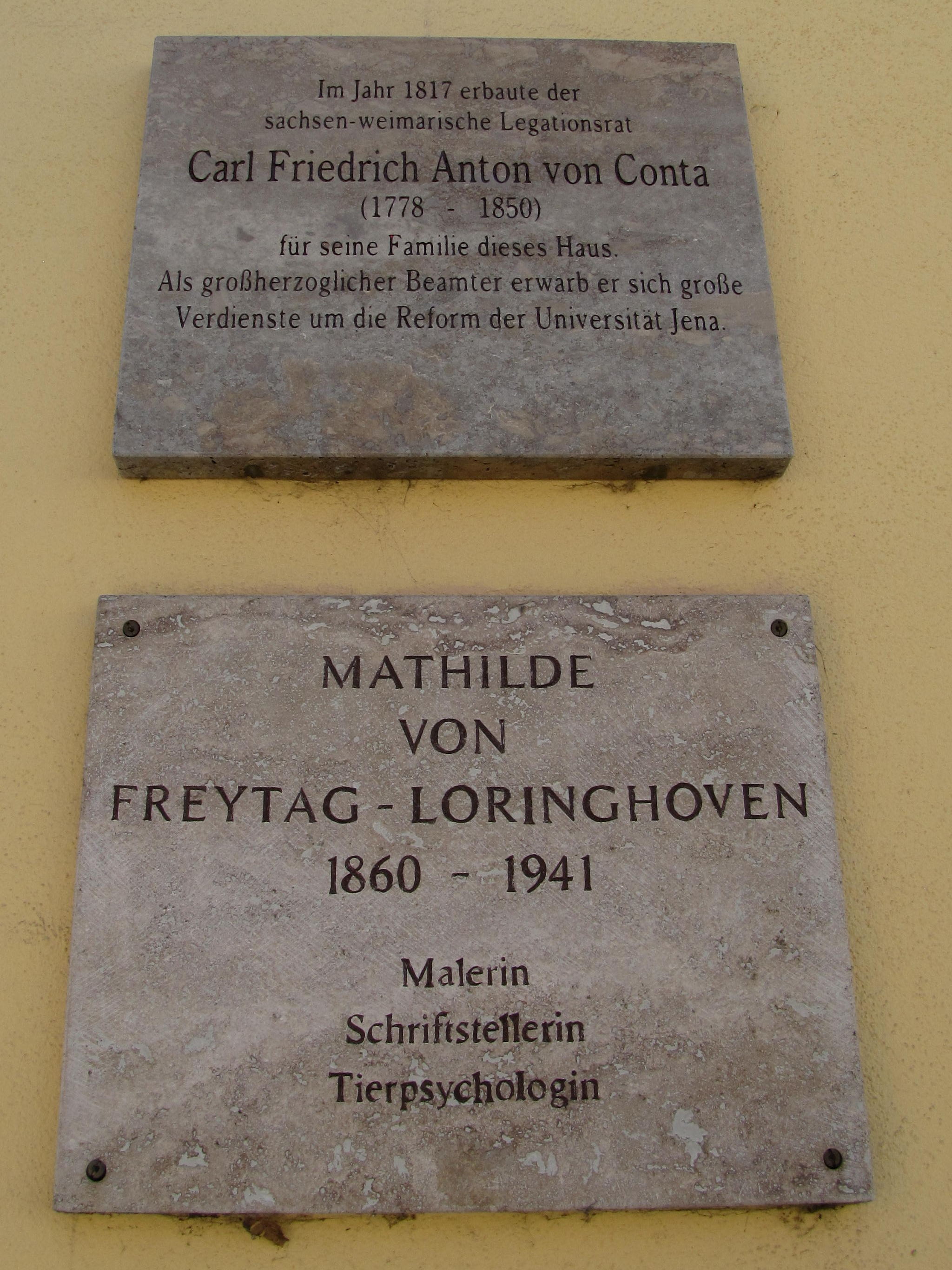
Tafel zur Erinnerung an Mathilde Freiin von Freytag-Loringhoven in Weimar am Haus Marienstraße 18

- 2019/2020: Stadtmuseum Weimar[2][3]